# محمد بن أسلم الغافقي
محمد بن أسلم الغافقي (القرن السادس الهجري / الثاني عشر ميلادي) هو طبيب وجرّاح عيون وصيدلي أندلسي.
من آثاره: «المرشد في الكحل» وكتاب "الأدوية المفردة" في العقاقير والأعشاب.
ذكره ابن البيطار أكثر من مائتي مرة في كتبه، نقلًا عنه، وكرًّمته حكومة قرطبة وشيّدت له تمثالاً في ساحة أمام الكاردينال سالازار في قرطبة.

## سيرته
ولد الغافقي في القرن السادس الهجري الثاني عشر الميلادي وللأسف لا يوجد مصدر موثوق نعرف به تحديدًا تاريخ ميلاده، ويقال أنه ولد في بلدة اسمها (Belcazar) أي القصر الجميل وهذه البلدة أو القرية تتبع قرطبة.

## الجراحات
برع الغافقي في عمليات إزالة المياه البيضاء من العين "الساد - Cataract" كما أن له مؤلفات أخرى في الأورام والحميات.

## كتبه
يقول الغافقي في مقدمة كتابه المرشد في الكحل:«يا بُنيّ، لمّا نظرت في هذه الصناعة أعني صناعة الطب، فلم أجد في ذلك كتابًا جامعًا لجميع ما يحتاج إليه من علم وعمل».
ألّف الغافقي كتاب "الأدوية المفردة" في العقاقير والأعشاب، وقد ضاع أصله ولم يبق لنا إلا مختصر له عمله ابن العبري نشره ماكس مايرهوف عام 1933، وقد ترجم أيضًا مايروهوف للغافقي مؤلفه الشهير “المرشد في الكحل” وهو أهم كتاب للغافقي الذي ينتقل فيه من تشريح العين وخصائصها وأمراضها وأمزجة أصحابها، وصولًا إلى ربط لون العين بالجغرافيا والمناخ، كما تحدث عن أسباب ضعف النظر، وأسباب انعدام الرؤية نهائيًا، وبعض الأمراض وعلاجها كالرمد، وبياض العين والقرحة.

## قيل عنه
قال عنه العالم الألماني مايرهوف: «الغافقي أعلم أطباء المسلمين في العصور الوسطى بالأدوية والأعشاب».